# Musonycteris harrisoni
Musonycteris harrisoni là một loài động vật có vú trong họ Dơi mũi lá, bộ Dơi. Loài này được Schaldach & McLaughlin mô tả năm 1960.